# Jay Chou
Jay Chou (xinès tradicional: 周杰伦 xinès simplificat, xinès simplificat: 周杰倫, pinyin: Zhōu Jiélún; Linkou, 18 de gener de 1979) és un músic, cantant, productor, actor i director taiwanès. El 1998, va ser descobert en un concurs de talents escolar, on va mostrar els seus dots per la interpretació i la composició.
El 2000, va llançar el seu primer àlbum titulat Jay, que combina estils musicals per produir cançons que fusionen R&B, rock, pop i gèneres, que abasten qüestions com la violència domèstica, la guerra, i la urbanització. Des de llavors, va llançar un àlbum per any, venent diversos milions d'exemplars amb cadascun. La seva música ha guanyat el reconeixement en tota Àsia, sobretot en països com la Xina, Japó, Malàisia, Indonèsia, Singapur, Vietnam, Taiwan, i en les comunitats xineses d'ultramar, ha guanyant més de 20 premis cada any. Ha venut més de 25 milions d'àlbums en tot el món. El 2007, va ser nomenat una de les 50 persones més influents a la Xina.